# Teracotona jacksoni
Teracotona jacksoni là một loài bướm đêm thuộc phân họ Arctiinae, họ Erebidae.